# ФК Истра 1961
НК Истра 1961 је хрватски фудбалски клуб из Пуле, који тренутно игра у Првој лиги Хрватске. Највећи успех клуба је играње у финалу Купа Хрватске у сезони 2002/03. Своје утакмице као домаћин Истра 1961 игра на стадиону Алдо Дросина, капацитета 9.000 места. Игра у зелено-жутим дресовима. Најпознатији играчи који су играли за Истру 1961 су Мануел Памић, Стивен Ривић и хрватски репрезентативац Никола Калинић. Ранија имена клуба су Уљаник, Пула 1856, Пула Старо Чешко и Пула.

## Промене имена
- 1948 — основан под именом НК Уљаник
- 1961 — фузијом са НК Пулом у НК Истра Пула
- 1966 — враћа старо име НК Уљаник
- 2003 — клуб се преименује у НК Пула 1856
- 2005 — ново име НК Пула Старо Чешко
- 2006 — мења име у НК Пула
- 2007 — данашње име НК Истра 1961.

## Историјат
Фудбалски клуб Уљаник, од којег је настала данашња НК Истра 1961, основан је 1948. године од стране пулског бродоградилишта Уљаник. Прве успехе постиже 1959. и 1960. године када игра у квалификацијама за Другу лигу Југославије. Године 1961, долази до спајања с НК Пулом у данашњу НК Истра 1961. Од тада, клуб престаје деловати до 1964. године, када је на иницијативу Силвана Фарагуне и Ивана Чехића поновно почео са радом, те игра у општинској лиги Пуле.
Клуб је од сезоне 1966/67. играо у регионалној лиги Ријека-Пула. Године 1978, су као првопласирана екипа лиге, стекли право играња у југословенској међурепубличкој лиги, коју су тада чиниле Словенија, Загреб, Истра, Ријека те део Босне и Херцеговине. Но, у тој лиги Уљаник није играо, јер се у њему већ такмичила Истра, а град је одлучио да не може финансирати две екипе у истом рангу такмичења. Исти успех постиже и 1983, но ни тада га град није подупро, те се наставља такмичити у регионалној лиги. 
Након оснивања Хрватске ногометне лиге, клуб је играо у Другој лиги Хрватске, од 1993. до 1998. када испада у Трећу лигу. Године 2001, постаје првак Треће лиге, па се враћа у Другу лигу.

### Финале купа
Две године касније, клуб остварује свој највећи успех. Сезоне 2002/03. под вођством тренера Елвиса Скорије, Истра 1961, тада под именом Уљаник, играла је у финалу Купа Хрватске, где су поражени од сплитског Хајдука (0-1, 0-4). То је засада једини пут да је клуб из друге лиге играо у финалу хрватског купа. Упркос томе, клуб се није успео пласирати у Прву лигу.
Након јесењег дела сезоне 2003/04, дотадашњи тренер Елвис Скорија, прелази у Ријеку, а вођење клуба преузима бивши хрватски репрезентативац, див из Жмиња Игор Памић, који је до тада водио трећелигаша Жмињ. Те сезоне клуб мења име у НК Пула 1856. Наиме, те је године отворено бродоградилиште Уљаник. Под водством Памића, клуб се пласирао у Прву лигу, након што је постао прваком Друге лиге - југ 2003/04, те у доигравању у драматичној утакмици победио Међимурје (0-2, 2-0) након извођења једанаестераца. Јунаци узвратне утакмице били су Јосип Јернеић који је постигао два поготка и одлучујући једанаестерац, те млади голман Ервин Радуловић који је одбранио три ударца с беле тачке.

### Прва лига
У својој првој прволигашкој сезони 2004/05, Пула 1856, је након солидног старта (1-1 на Пољуду, са тада актуалним прваком Хајдуком, први прволигашки погодак Пуле постигао је Мануел Памић, и 3-3 против Динама), у 4. колу против Осијека остварила прву историјску прволигашку победу. Пула 1856 је те сезоне била готово непобедива на свом терену (само Хајдук ју је успио победити), док на гостујућем терену није остварила ниједну победу. Клуб сезону завршава на 10. месту, једном изнад Међимурја који је морао играти квалификације за останак у Првој лиги.
Сезоне 2005/06., због спонзорског уговора са Даруварском пивоваром, клуб мења име у НК Пула Старо Чешко, те на месту председника клуба Ђанија Росанду замењује Орсат Зовко. После катастрофалног старта у сезону Памић даје оставку, а нови тренер постаје Миливој Брачун. Под Брачуновим водством, Пула Старо Чешко доживљава прави препород, ниже добре резултате, те постаје једно од најугоднијих изненађења првенства. Међу осталима, посебно се истицао босанско-херцеговачки нападач Асим Шехић, који је на крају јесењег дела првенства прешао у швајцарски Ксамарск, којег је тада водио тренер свих тренера Мирослав Блажевић. Упркос томе пивари - како су их тада звали, и на пролеће настављају са добрим резултатима. Тада изненада Брачун подноси оставку, те нови тренер постаје бивши ватрени, Крунослав Јурчић, који је у свом дебитантском наступу победио Динамо, те је Пула остала за бод „кратка“ од 6. места које би јој осигуравало игрању у Лиги за првака. Након Шехићевог одласка главни играч Пуле постаје Стивен Ривић, који је заједно са саиграчима Вањом Ивешом, Махиром Ифтићем, Мануелом Памићем и другима, сигурно довео клуб на 7. место.
Након завршетка сезоне, Ривић, Памић, Мијатовић и Лукунић напуштају клуб. а Јурчићу је због шпекулација да би могао прећи у Загреб уручен отказ. Након раскида уговора са Даруварском пивоваром, име клуба мијења се у НК Пула. За време летње паузе из загребачког Динама су „у пакету“ дошли тренер Стјепан Деверић, те Шарић, Kwedi, Барњак и Цвјетковић на позајмницу. Међутим, управа није могла грантовати услови које су играчи тражили, те су заједно са Деверићем напустили клуб. Нови тренер постаје Бранко Туцак. Туцак је већ након пар кола, због неслагања са играчима и лоших резултата дао оставку, те на кормило Пуле враћа се Круно Јурчић. Клуб је, оптерећен финансијском кризом која га је пратила и претходне две сезоне, низао лоше резултате, а један од ретких играча који се истицао био је млади Никола Калинић, који је био на позајмници из Хајдука. Финансијска криза крајем године доживљава свој врхунац, те Јурчић напушта клуб којем је озбиљно претило гашење. Но, након интервенције истарског жупана, те доласком нових спонзора, осигуран је нормалан рад клуба, те нови председник постаје Дарко Јерговић, а Ненад Грачан нови тренер. Калинића је Хајдук, упркос његовој изричитој жељи да остане у Пули посудио Шибенику, као део договора при преласку Анте Рукавине у редове сплитских билих. Пула, поред стабилизације наставља са лошим резултатима, посебно на крају сезоне, када је Грачана заменио Станко Мршић. Пула је своју, засада последњу прволигашку утакмицу одиграла против Славен Белупа, којег је водио садашњи тренер клуба Елвис Скориа. Клуб сезону завршава на 11. месту, те након додатних квалификација против Задра (0-3, 2-3) испада у Другу лигу.

### Повратак у другу лигу
Након испадања из прве лиге, пуно играча је напустило клуб, између осталих и Вања Ивеша, Махир Ифтић, Зеди Рамадани, Марко Максимовић, Марко Радас те Марко Јурић. С друге стране најзвучнија појачања били су голман Роберт Лисјак, Саша Шест, искусни нападач Зоран Зекић, те „повратници“ Далибор Паулетић и Игор Жиковић. Такође су доведени млади играчи с истарског полуострва (Горан Баришић, Андро Шврљуга, Горан Роце и др.). За тренера је постављен Валди Шумберац. У лето 2007, након што је пулски трећелигаш Истра, неколико пута одбио спајање са Пулом, Истрини навијачи Демони су изјавили да ће подржат Пулу (која дотад није имала организовану групу навијача), уколико промене име, те плаве клупске боје у жуто-зелене. То је учињено па је клуб пети пут у шест година променио име, овај пут у НК Истра 1961. Друголигашку сезону Истра је јако добро започела (14 бодова након 6. кола уз гол-разлику 16-1), а међу играчима истицао се млади нападач Саша Шест, који је прешао из Камен Инграда. Но, након тога уследио је краћи низ лоших резултата, те испадање из 1/16 купа од четвртолигаша Подравине. Крајем октобра екипу је преузео прослављени тренер Елвис Скориа, а Шумберац је остао на месту првог помоћника, те Истра завршава полусезону на четвртом месту. У зимском прелазном року, редове пулског прволигаша су појачали искусни бек Шиме Курилић, везни играч Иван Лајтман, бивши Хајдуков нападач Натко Рачки, млади везни играч Адмир Малкић те голман Игор Ловрић. Скориа је сениорској екипи придружио и младог јуниора Паола Грбца. Истра је добро кренула у наставак првенства, те се након победе над тада другопласираним Хрватским Драговољцем примакла на само четири бода заостатка од места која воде у прву лигу. Међутим, већ у следећем колу Истра 1961 је након низа катастрофалних судијских грешака на њену штету, поражена од лидера првенства, Кроације из Сесвета, те се разлика повећала на седам бодова заостатка. До краја првенства, Истра није напредовала на табели, те сезону завршава на 3. месту, иако је у целој сезони примила само 14 голова.
Након завршетка сезоне, Истрин најбољи стријелац Саша Шест прелази у Кроацију Сесвете, Зоран Зекић у Сегесту, а дотадашњи капетан Дарко Раић-Судар завршава каријеру. Уз њих, клуб су још напустили Курилић, Жиковић, Добрић, Грабовац и Стамболија. С друге стране, у клуб су пристигли млади истарски играчи Прелчец, Окић, и Кепчија, Малијац Мохамед Калилоу Траоре, Американац Алекс Ајала, искусни Драган Тадић и Далибор Божац, те нападач Маријан Николић. Иако је Ријека, након што је сменила Златка Далића, место тренера понудила Скорији, он је то одбио, уз образложење да је одлучио завршити „пулски пројект“, те увести Истру у Прву лигу. Победом у задњем колу то му је и успело, будући да је Истра постала првак Друге ХНЛ.

## Стадион
Истра 1961 своје домаће утакмице игра на стадиону ШРЦ Уљаник-Веруда који има 3.000 седећих и 500 стајаћих места. Стадион је добио име по пулској четврти Веруда, по којој су играчи добили надимак Верудежи. Стадион не задовољава све услове за такмичење у Првој лиги, па од другог дела сезоне 2010/11. своје утакмице ће играти на Истрином стадиону Алдо Дросина. Реновирани стадион Алдо Дросина је свечано отворен 9. фебруара 2011. пријатељском утакмицом репрезентација Хрватске са Чешком Републиком (4:2). Стадион након реновирања има капацитет за 9.000 гледалаца, рефлекторе који омогућавају одигравање ноћних утакмица и семафор с видеозидом, чиме задовољава све критеријуме ХНС-а и УЕФА-е. Уз главни стадион, уређена су и помоћна игралишта с подлогом од вештачке траве, свлачионицама и трибинама за тристотињак гледалаца.

## Навијачка група
Навијачка група Истре 1961 су Демони, којих има отприлике 300. Основани су 1992. године као навијачи Истре, која је тада играла у Првој лиги. У међувремену, Истра је испала у Трећу лигу, а Истра 1961 (под именом Пула) се пробила до прве. Године 2007,, након промене имена и дресова клуба, Демони су одлучили навијати за нову Истру. Тако су то сада навијачи НК Истре 1961.

## Дресови
Истра 1961 је до сезоне 2007/08., традиционално играла у тамноплавим дресовима. Након промене имена, клуб је преузео боје (зелену и жуту) и дизајн дреса старе Истре, с изнимком што Истра 1961 на „домаћем“ дресу има водоравне зелено-жуте пруге, а Истра окомите.

## Грб
Грб Истре 1961 веома сличи грбу НК Истре. Изнад грба налази се златна лопта окружена ареном (мотив са пријашњег грба), а на врху се налази грб града Пуле. Лева страна грба је зелене, а десна жуте боје, те се преко њих налази натпис НК ИСТРА 1961.
- Грб НК Пуле 1856 (2003-2005)
- Грб НК Пуле Старо Чешко (2005-2006)
- Грб НК Пуле (2006-2007)
- Грб НК Истра 1961 (2007-)

## Ривали
Ривали Истре 1961 су градски супарник Истра и Ријека. Ривалство с Истром је било најизраженије сезоне 2001/02. када су се Истра 1961 (тада под именом Уљаник) и Истра до задњег кола борили за наслов првака Друге лиге Запад. Клуб је од Истре наследио ривалство с Ријеком с којом игра тзв. суседски дерби. Посебно је изражено ривалство између Демона и Армаде, те су се те две навијачке групе неколико пута и сукобиле.

## Трофеји
- Првак Друге лиге 2003/04., 2008/09.
- Првак Треће лиге 2000/01.
- Куп Хрватске: финалиста 2002/03 (пораз од Хајдука 0-1, 0-4), 2020/21 (пораз од Динама 3-6)

## Резултати у лиги и купу
| Сезона   | Лига           | Плас. | ИГ. | Д. | Н. | ИЗ. | Г+ | Г- | ГР. | Бод. | Куп           |
| -------- | -------------- | ----- | --- | -- | -- | --- | -- | -- | --- | ---- | ------------- |
| 1992/93. | Аматерска лига |       |     |    |    |     |    |    |     |      | 1/16 финала   |
| 1993/94. | Друга лига     | 14.   | 30  | 7  | 7  | 16  | 21 | 21 | -5  | 43   |               |
| 1994/95. | Друга лига     | 13.   | 35  | 12 | 8  | 15  | 40 | 48 | -8  | 44   |               |
| 1995/96. | Друга лига     | 5.    | 34  | 18 | 8  | 8   | 58 | 36 | +22 | 62   |               |
| 1996/97. | Друга лига     | 3.    | 30  | 19 | 6  | 5   | 65 | 21 | +44 | 63   |               |
| 1997/98. | Друга лига     | 6.    | 30  | 12 | 7  | 11  | 42 | 31 | +11 | 43   |               |
| 1998/99. | Трећа лига     | 3.    | 30  | 13 | 7  | 10  | 33 | 35 | -2  | 46   |               |
| 1999/00. | Трећа лига     | 3.    | 30  | 17 | 6  | 7   | 56 | 30 | +26 | 57   | 1/16 финала   |
| 2000/01. | Трећа лига     | 1.    | 30  | 17 | 11 | 2   | 73 | 23 | +50 | 62   |               |
| 2001/02. | Друга лига     | 2.    | 30  | 17 | 8  | 5   | 57 | 26 | +31 | 59   | Квалификације |
| 2002/03. | Друга лига     | 2.    | 32  | 20 | 7  | 5   | 63 | 31 | 32  | 67   | Финале        |
| 2003/04. | Друга лига     | 1.    | 32  | 18 | 8  | 6   | 59 | 33 | +26 | 62   | Четвртфинале  |
| 2004/05. | Прва лига      | 10.   | 32  | 7  | 14 | 11  | 28 | 31 | -3  | 35   | Четвртфинале  |
| 2005/06. | Прва лига      | 7.    | 32  | 13 | 6  | 13  | 44 | 36 | -8  | 45   | 1/16 финала   |
| 2006/07. | Прва лига      | 11.   | 33  | 6  | 11 | 16  | 28 | 40 | -12 | 29   | 1/16 финала   |
| 2007/08. | Друга лига     | 3.    | 30  | 17 | 7  | 6   | 42 | 14 | +28 | 58   | 1/16 финала   |
| 2008/09. | Друга лига     | 1.    | 30  | 18 | 6  | 6   | 46 | 20 | +26 | 60   | 1/16 финала   |
| 2009/10. | Прва лига      | 11.   | 30  | 9  | 8  | 13  | 31 | 40 | -9  | 35   | 1/8 финала    |
| 2010/11. | Прва лига      |       |     |    |    |     |    |    |     |      | Четвртфинале  |

- Извор[16]

## НК Истра 1961 на вечној табелиПрве ХНЛ1992/2009.
| Плас. | Тим        | Број сезона | ИГ | Д  | Н  | ИЗ | ГД  | ГП  | ГР | Бод |
| ----- | ---------- | ----------- | -- | -- | -- | -- | --- | --- | -- | --- |
| 19.   | Истра 1961 | 3           | 97 | 26 | 31 | 40 | 100 | 107 | -7 | 109 |

Истра 1961 је 19. клуб свих времена по броју овојених бодова у Првој лиги Хрватске

## НК Истра 1961 на вечној табелиДруге ХНЛ1992/2009.
| Плас. | Тим        | Број сезона | ИГ  | Д   | Н  | ИЗ | ГД  | ГП  | ГР   | Бод |
| ----- | ---------- | ----------- | --- | --- | -- | -- | --- | --- | ---- | --- |
| 11.   | Истра 1961 | 9           | 283 | 139 | 66 | 78 | 428 | 255 | +173 | 483 |

Истра 1961 је 9. клуб свих времена по броју освојених бодова у 2. ХНЛ.